# ودو لوس
ودو لوس (بالهولندية: Ludo Loos)‏ ولد بتاريخ 13 يناير 1955 في إسن، بلجيكا، هو دراج بلجيكي سابق في صنف سباق الدراجات على الطريق. توفي يوم 1 مارس 2019.

## سجل النتائج

### سباقات أو مراحل فاز بها
- طواف فرنسا

## وصلات خارجية
- الموقع الرسمي

## روابط خارجية
- ودو لوس على موقع أرشيف الدراجات (الإنجليزية)
- ودو لوس على موقع إحصائيات الدراجات الإحترافية (الإنجليزية)
- ودو لوس على موقع CycleBase (الإنجليزية)